# Хэд, Генри
Сэр Генри Хэд (англ. Sir Henry Head, 4 августа 1861 — 8 октября 1940) — английский невролог и нейропсихолог.

## Биография
Генри Хэд родился 4 августа 1861 году в Сток-Ньюингтоне, районе Лондона. Среднее образование получил в благотворительной школе (англ. Charterhouse), после этого учился в Университете Галле, в Тринити–колледже в Кембридже, в Немецком университете Праги и в Страсбурге. С 1901 года работал в качестве преподавателя в Королевском колледже врачей, с 1921 года — в Лондонском королевском обществе.
В 1908 году учёный был награждён Королевской медалью Лондонского королевского общества.
Генри Хэд развивал идеи своего учителя Х. Джексона о том, что психические функции представлены в мозгу по уровневому принципу организации, где каждый уровень ответственен за какой–либо компонент этой функции.

### Эксперименты с надрезанием нервов

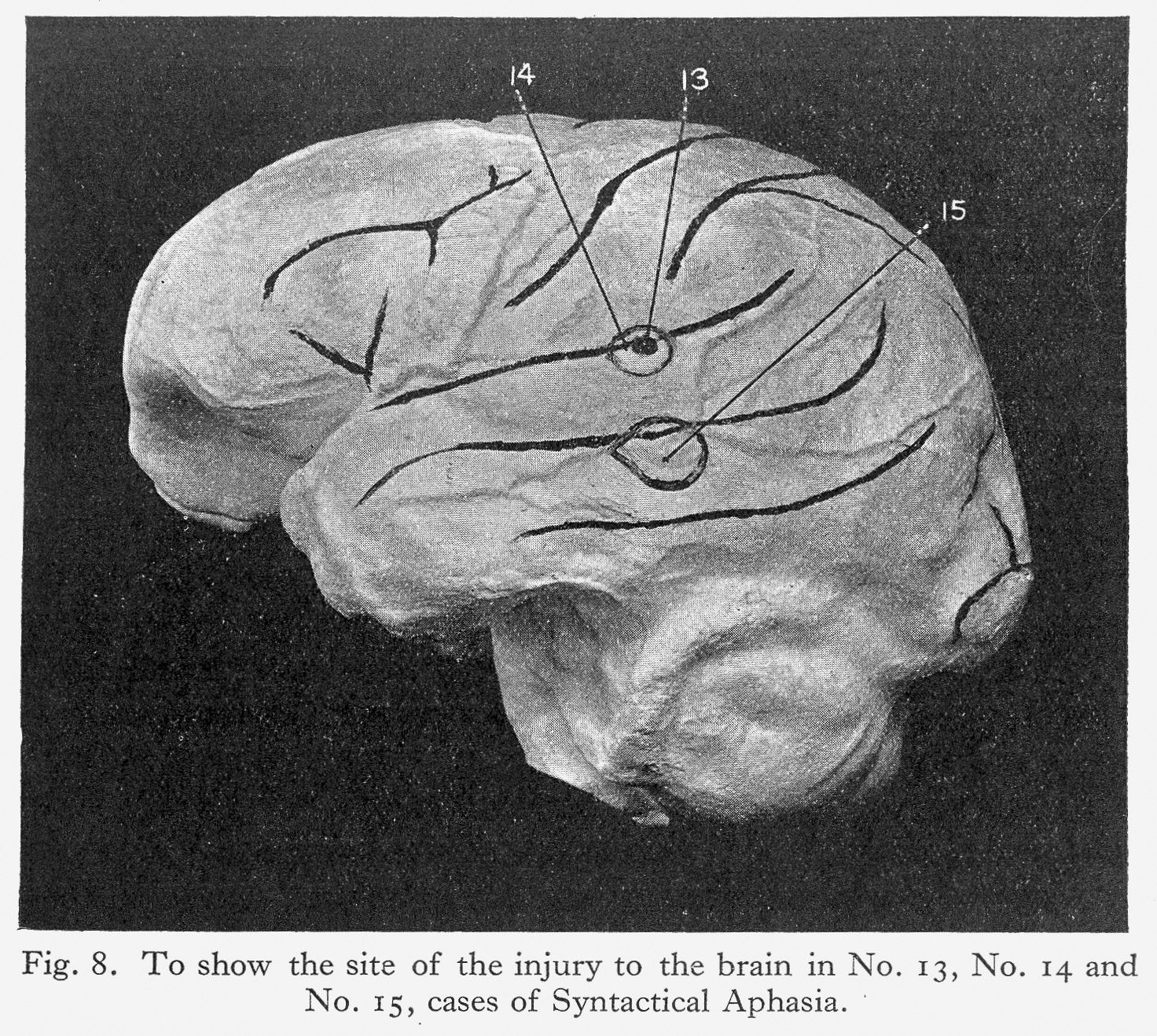

Хэду часто попадались больные с повреждением периферического нерва, но пациенты были не способны четко описать свои ощущения, особенно в медицинской терминологии. «Вскоре стало очевидно, что многие наблюдаемые факты так и останутся без объяснения, если не провести более тщательный и продолжительный эксперимент. С больными такой эксперимент невозможен. Очевидно, что удобнее всего наблюдать развитие и исцеление собственного недуга», — писал ученый. И поэтому Хэд решил самому себе перерезать нервы и проследить процесс восстановления чувствительности.
В 1903 году Генри Хэд попросил своего коллегу, чтобы тот сделал надрез на его руке и перерезал лучевой и наружный нервы. В период между 1903 и 1907 годами Хэд со своим коллегой доктором У. Риверсом провёл с этой повреждённой рукой 167 многочасовых опытов.
В результате Хэд обнаружил две анатомически обособленные симпатические нервные системы, связанные с двумя видами чувствительности: протопатической и эпикритической. Протопатическая чувствительность, более ранняя по происхождению и примитивная, тесно связана с эмоциями, далека от мышления, она менее дифференцированная и локализованная. Относящиеся к ней ощущения трудно разделять на категории и обозначать словами, описывать. Эпикритическая чувствительность выше по уровню, возникает позже и обладает, по сути, противоположными характеристиками: связь с мышлением, отдаленность от эмоциональных состояний, большая дифференцированность, категориальные названия для ощущений, четкая локализация.

### Изучение афазии
Проанализировав большой клинический материал, Хэд показал, что при афазии нарушается все поведение в целом, и это обусловливается трудностями образования понятий, при которых человек становится зависимым от воспринимаемого поля. Он выделил различные формы афазии: номинативная, синтаксическая и семантическая. Позже его классификация подверглась критики из-за чрезмерной прямолинейности.Также разработал неврологическую методику — «пробу Хэда», когда больной должен повторить расположение рук врача.

#### Прочая научная деятельность
Описал (1911; совм. с англ. неврологом G. M. Holmes, 1876-1965) одностороннюю аффективную дизестезию, с односторонними гиперкинезом, расстройствами вкуса и обоняния, защитных реакций, вследствие выпадения кортикального влияния на гипоталамическую область — синдром Xэда — Холмса, а также болевые кожные зоны при внутренних болезнях (зоны Захарьина — Геда).